# The Courtship of Stewie’s Father
The Courtship of Stewie’s Father («Ухаживание за отцом Стьюи») — шестнадцатая серия четвёртого сезона мультсериала «Гриффины». Премьерный показ состоялся 20 ноября 2005 года на канале FOX.

## Сюжет
Питер не получает звание «Работника месяца» на своей пивоваренной фабрике, и поэтому пытается обольстить свою начальницу — Анжелу, которой он отнюдь несимпатичен. В этом ему не помогает даже петушиный бой, устроенный у неё дома.
Тем временем, Крис, играя на улице в бейсбол, случайно разбивает окно у Герберта. Пытаясь загладить свою вину, мальчик соглашается отработать долг, помогая Герберту по хозяйству, к немалому удовольствию последнего.
Тем временем Лоис обнаруживает несколько рисунков Стьюи, изображающих её им убийство, но не обращает на это никакого внимания, а лишь предлагает Питеру уделять малышу больше внимания. Питер неохотно соглашается, но вскоре находит со Стьюи общий язык, после того, как тот напал на Лоис. Их главная шутка — запереть Лоис в багажнике их машины и столкнуть в озеро. Но Лоис вскоре возвращается, потрёпанная, но живая и в бешенстве, и высказывает претензии мужу и требует от Стьюи убраться в свою комнату. Малыш чувствует себя преданным.
Пытаясь помириться со Стьюи, Питер берет его в Диснейуорлд, штат Флорида; и малыш сразу его за всё прощает. Однако, прибыв на место, Питер случайно теряет сына, который попадает в плен к работникам парка, заставляющим его петь песенки на аттракционах.
Питер находит Стьюи и забирает его домой, убегая от охраны парка.

## Создание
Автор сценария: Киркер Батлер.
Режиссёр: Кёрт Дамэс.
Приглашённые знаменитости: отсутствуют.

## Интересные факты